# مكدامية دقيقة الأوراق

مكدامية دقيقة الأوراق (الاسم العلمي:Macadamia leptophylla) هي نوع نباتي يتبع جنس المكدامية من الفصيلة البروطية.